# Puente Capuchinos
El puente Capuchinos es un viaducto urbano conformado por dos estructuras de puentes adosadas que soportan el inicio de la avenida España, que une a Viña del Mar con Valparaíso, en Chile. Fue construido en 1984 a orillas del mar, sobre la playa Caleta Abarca y próximo al tradicional reloj de flores viñamarino.

## Historia
El primer puente en el sector dataría de la década de 1950. En 1984, con el mejoramiento general de la avenida España, se creó el segundo puente, quedando entre ambos la línea del ferrocarril Limache-Puerto.
Hacia 2017, las vigas y pilares de la estructura tenían un evidente desgaste producto de la erosión costera y movimientos sísmicos, así como por prolongadas faltas de mantención. Al año siguiente, un proyecto de mejoramiento del puente se encontraba en licitación por parte del Servicio de Vivienda y Urbanización de Valparaíso, consistente en el estudio y diseño para el mejoramiento de toda la estructura soportante del puente y la plataforma vial de la avenida España, en una faja aproximada de 300 m de longitud de la avenida y una superficie de intervención de cerca de 18 mil metros cuadrados. En 2023, el diseño de ingeniería del proyecto estaba terminado y listo para su ejecución en tres etapas: la primera enfocada en la reparación del puente antiguo,  la segunda contemplando el recambio del puente nuevo en sentido Viña del Mar-Valparaíso, y una tercera etapa enfocada en la reposición del pavimento de la calzada en la ladera del Cerro Recreo en sentido Valparaíso-Viña del Mar.